# Polygonatum zanlanscianense
Polygonatum zanlanscianense är en sparrisväxtart som beskrevs av Renato Pampanini. Polygonatum zanlanscianense ingår i släktet ramsar, och familjen sparrisväxter. Inga underarter finns listade i Catalogue of Life.